# Chiesa madre (Gela)
La chiesa madre di Gela o chiesa di Santa Maria Assunta, derivata dalla primitiva chiesa di Santa Maria de' Platea, è un esempio di neoclassico che primeggia nel centro storico della cittadina del golfo. Interessante appare il prospetto esterno alla pari dell'interno ricco d'opere d'arte.

## Storia
La chiesa madre sorse nel 1766, dinnanzi la principale piazza cittadina (piazza Umberto I, già del Duomo), in sostituzione della trecentesca chiesa di Santa Maria de' Platea, e fu completata con la realizzazione nel 1844 della facciata neoclassica in pietra arenaria su progetto dell'Arch. Giuseppe Di Bartolo Morselli e con l'innalzamento della torre campanaria nel 1837 su progetto di Emanuele Di Bartolo.

## L'esterno
La facciata presenta due ordini di colonne doriche e ioniche e due gruppi di statue. Vi si aprono l'ingresso principale e due ingressi secondari laterali, con sopra delle lapidi iscritte. Nella parte superiore della facciata è una grande finestra. L'imponente facciata è preceduta da una scalea sulla piazza.
Il fianco meridionale presenta un ingresso e diversi finestroni a forma di semicirconferenze; sul fianco settentrionale si trovano un ingresso laterale, il piccolo giardino, il campanile e la vecchia casa parrocchiale recentemente ristrutturata. Fino ai primi dell'Ottocento su largo Matrice (sud) si trovava un pomerio cimiteriale.

### Le iscrizioni
- (a sinistra)

Alla Gloria/ di Dio Ottimo Massimo,/ al culto/ della Beatissima Vergine Maria/ Assunta in Cielo./ questo principe tempio/ è sagro
- (a destra)

La pietà/ dell'arcidiacono cavaliere Luigi Mallia/ dei marchesi di Torreforte./ Questo prospetto/ su disegno dell'artista concittadino/ Giuseppe di Bartolo/ di sue largizioni/ nell'anno 1844, innalzava

## L'interno

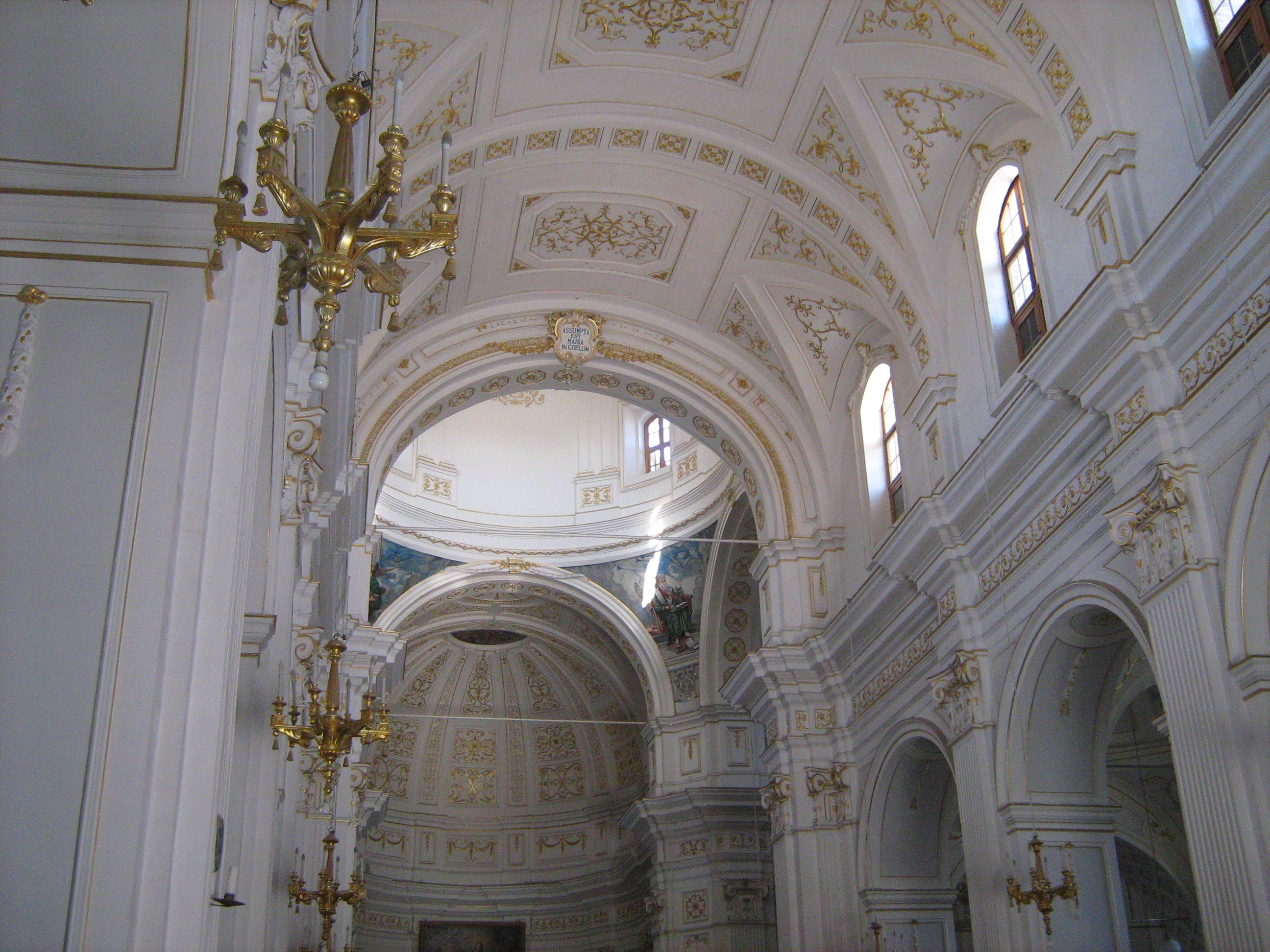
Chiesa madre - interno

L'interno, ampio e luminoso, presenta: pianta a croce latina con schema basilicale e cupola ed è suddiviso in tre navate da pilastri e arcate neoclassiche, decorate in oro zecchino; diversi affreschi con iscrizioni latine sono presenti sulla volta della navata centrale. Le navate laterali presentano volte a vela.
Al suo interno vi è una tela rappresentante il transito di Maria, già conservata nella chiesa di Santa Maria de Platea. Sopra l'altare maggiore in marmo policromo misto a vetro, è situata una tela raffigurante l'Assunzione della Madonna, opera di Giuseppe Tresca (1710-1795). 
Sopra l'ingresso principale è presente un grande organo del 1939 con 31 canne di facciata.
Nelle navate laterali sono conservati altri dipinti, altari minori e monumenti funerari marmorei, tra i quali spicca quello dedicato al Barone di Sbuci Don Alessandro Mallia, opera del palermitano Filippo Pennino nella seconda metà del Settecento
Infine nella moderna casa parrocchiale sono custoditi dipinti con ritratti di personaggi ecclesiastici del passato e, nell'archivio, antichi documenti risalenti al XVI secolo.

## Curiosità

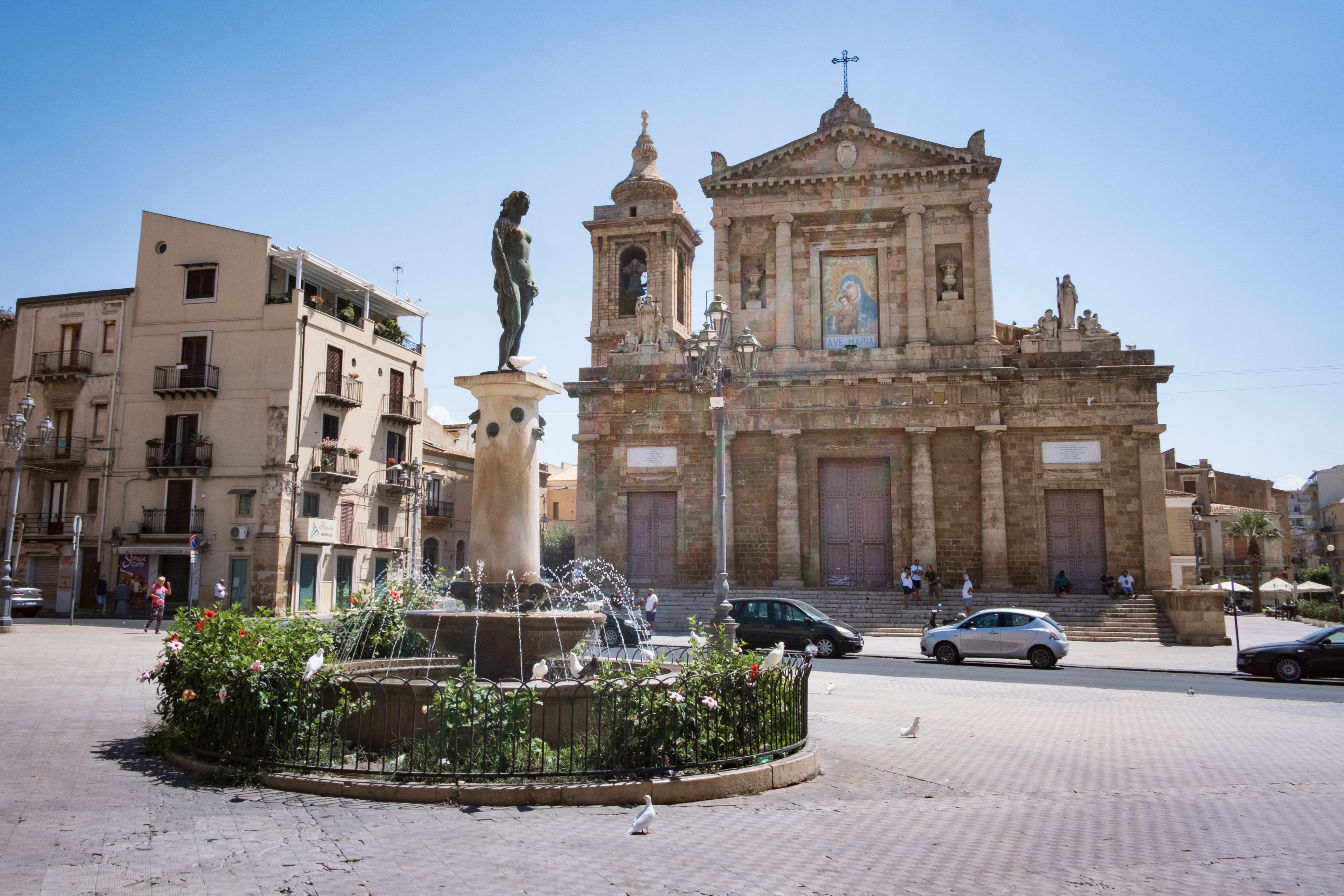
Gela, Piazza Umberto I e Chiesa Madre

Durante gli ultimi lavori di rifacimento della pavimentazione sono venute alla luce diverse cripte, probabilmente settecentesche e ancora con diversi cadaveri, che in un prossimo futuro saranno visitabili; oltre a numerosi resti di scheletri e a centinaia di cocci, sono venuti alla luce anche reperti di epoca greca come ad esempio una grossa pietra squadrata definita dagli archeologi come una componente della base di un tempio.
All'interno si trova l'antico quadro trecentesco della Patrona Maria Ss. dell'Alemanna. Si dice che, dove sorge oggi il santuario, un contadino arava la terra e ad un punto della terra non si poteva continuare, così si fermò e iniziò a scavare sperando di trovare un tesoro, ma appena finì di scavare trovo la Sacra Icona,oggi conservata nella Chiesa Madre di Gela, e girandosi si accorse che i suoi buoi si inginocchiano davanti alla Santa Madre con in braccio il Bambin Gesù.